# Jillian Janson
Jillian Janson est une actrice américaine en films pornographiques.

## Biographie
Jillian Janson, née le 23 mai 1995 dans le Minnesota, États-Unis, a des origines irlandaise, suédoise, norvégienne et galloise. Elle grandit ensuite dans diverses petites villes autour de à Minneapolis en fonction des nombreux déplacements familiaux,. Janson commence à travailler dès l'âge de 14 ans comme caissière chez McDonald, pour aider sa famille. Elle y restera deux mois avant d'occuper un poste dans un magasin de détail. À l'âge de 16 ans, elle est conseillère en produits de beauté chez Walgreens. À 17 ans, on la retrouve à un poste de télémarketing qu'elle conservera un an,. À 18 ans, Janson est serveuse puis hôtesse d'accueil au Marie Callender's (en).

## Carrière
Au cours de l'été 2013 précédant son année de terminale, Janson commence comme modèle de charme qu'elle diffuse sur Internet à l'aide d'une webcam sur le site MyFreeCams.com où elle est repérée par un recruteur,,. Elle abandonne ses études et migre en Californie pour fuir l'agressivité de ses camarades de classe lorsque celles-ci découvrent ses occupations extra scolaires,. Elle s'engage dans la pornographie trois mois après la date anniversaire de ses 18 ans soit en août 2013 en posant pour la revue Barely Legal
Janson interprète ses premières vidéos pornographiques pour Amateur Allure et Fucked Hard 18.
Au début de sa carrière cinématographique, elle utilise Anna Lynn, Annalynn Grace, Jillian Brookes comme nom de scène avant d'adopter celui de Jillian Janson. Elle s'exhibe en effeuilleuse en mars 2015.Toujours présente dans les génériques en 2019, elle est réputée non seulement pour sa plastique mais aussi pour ses films incluant des scènes de sodomie.
Elle est inscrite sur la liste « The Dirty Dozen: Porn's biggest stars » de CNBC en 2016
La mère de Janson tente de la mettre en garde quant au chemin que suit sa fille. Son père la rejette. Janson elle-même s'identifie comme étant bi-sexuelle.

## Filmographie sélective
Janson est présente dans plus de 470 titres, compilations comprises dont :
- 2013 : Sexy Bondage Playthings
- 2013 : Supreme Booty
- 2014 : 18yr Old Jillian Janson has Anal Sex with BBC
- 2014 : Women Seeking Women 110
- 2015 : Women Seeking Women 124
- 2015 : Mother-Daughter Exchange Club 41
- 2016 : Anal for Jillian Janson
- 2016 : Don't Tell Your Boyfriend About Us
- 2017 : Anal Pleasure
- 2017 : Lesbian Passion
- 2018 : My Step Sister Jillian Janson
- 2018 : Mother-Daughter Exchange Club 55

Une liste complète de sa filmographie peut être consultée ici

## Récompenses
NightMoves Award :
- 2014 : Nommée: Best New Starlet
- 2015 : Lauréate: Best Female Performer
- Nightmoves Fan Awards
- 2014 : Nommée: Best New Starlet
- 2015 : Nommée: Best Female Performer

AVN Awards :
- 2016 AVN Awards
- Nommée: Best Anal Sex Scene, Just Jillian (2015)
- Nommée: Best Double Penetration Sex Scene, Just Jillian (2015)
- Nommée: Best Girl/Girl Sex Scene, Women Seeking Women 110 (2014)
- Nommée: Female Performer of the Year
- Nommée: Best Three-Way Sex Scene: G/G/B, Just Jillian (2015)
- Nommée: Best Oral Sex Scene, Just Jillian (2015)
- Lauréate: Best POV Sex Scene, Jules Jordan's Eye Contact (2015)[17]
- Nommée: Fan Award: Favorite Female Porn Star
- 2015 AVN Awards
- Nommée: Best New Starlet
- Nommée: Best Group Sex Scene, Manuel Ferrara's Reverse Gangbang 2 (2014)
- Nommée: Fan Award: Cutest Newcomer
- XRCO Awards
- 2015 Nommée: New Starlet of the Year
- 2016 Nommée: Orgasmic Oralist of the Year
- 2016 Nommée: Orgasmic Analist of the Year
- XBIZ Award
- 2015 Nommée: Best New Starlet[18]
- 2016 Nommée: Best Scene - All-Sex Release, Just Jillian (2015)

## notes et références
1. 1 2 3 4 5  (en) « Biographie et info », sur IAFD
2. ↑  (en) Tod Hunter, « Fresh Face: Interview with Jillian Janson », AVN, 27 juin 2014 (consulté le 16 octobre 2015)
3. 1 2 3  (en) Jon DaBove, « MMD interviews the sutunning Jillian Janson », Mens Mag Daily, 19 décembre 2014 (consulté le 16 octobre 2019)
4. 1 2 3 4  (en) Peter, « Jillian Janson Interview For Barelist », Barelist, 29 octobre 2013 (consulté le 16 octobre 2019)
5. 1 2 3 4  (en) Dallas, « Jillian Janson Interview: 'I've Been Able to Unleash My Sexuality' », Adult Empire, 9 mai 2016. Archivé le 25-04-2018 sur . Consulté le=23-06-2016
6. ↑  (en) Jon DaBove (December 19, 2014). "MMD INTERVIEWS THE STUNNING JILLIAN JANSON". Mens Mag Daily. Retrieved October 12, 2015
7. 1 2  (en) Captain Jack, « High School Student Does Porn: Jillian Janson Interview », Adult DVD Talk, 24 octobre 2013 (consulté en octobre 2015)
8. ↑  (en) Gabriel Lan, « Jillian janson: "I just keep what<ever drama and negative energy from my life », IAFD, 14 mai 2015 (consulté le 16 octobre 2019)
9. ↑  (en) B.O.B, « Ballin' babes present: B.O.B interview blonde bombshell and porn queen Jillian Janson », Ballin' on a Budget, 29 mai 2016. Archivé le 14-04-2018 sur . Consulté le=13-10-2019
10. ↑  (en) Dan C., « Jillian Janson – 10 Questions with One of Porn's Hottest Young Starlets », Die-Screaming, 5 mars 2015 (consulté le 18 octobre 2020)
11. ↑  (en) Big D, « Inside Jillian Janson », XRentDVD, 9 avril 2015 (consulté le 13 octobre 2015)
12. ↑  (en) RXR, « Jillian Janson This Girl is a Real Wonder Woman » [archive], Kink~E Magazine, 18 février 2015 (consulté le 13 octobre 2015)
13. ↑  (en) C.J. Asher, « C.J. Asher Interviews Jillian Janson, Adult Film Star », C.J. Asher, 21 mars 2016 (consulté le 18 janvier 2020)
14. ↑  (en) Chris Morris, « The Dirty Dozen: Porn's biggest stars », CNBC, 19 janvier 2016 (consulté le 18 janvier 2020)
15. ↑  therealjillianjanson.com/about
16. ↑  business.avn.com 2014-NightMoves-Awards-Nominee
17. ↑  /AVN Announces the Winners of the 2016 AVN Awards
18. ↑  2016 xbizawards.xbiz.com nommées 2015